# How to Disappear
«How to Disappear» (стилизованное написание на физических носителях — «How to disappear», с англ. — «Способ исчезнуть») — песня американской певицы и автора песен Ланы Дель Рей. Исполнительница анонсировала её в социальной сети Instagram в октябре 2018 года. Песня вошла в шестой студийный альбом певицы Norman Fucking Rockwell!, который был выпущен на лейблах Interscope и Polydor 30 августа 2019 года. Композиция написана Дель Рей и спродюсирована Джеком Антоноффом.

## Релиз
Лана Дель Рей анонсировала «How to Disappear» в своём профиле в социальной сети Instagram 5 октября 2018 года, выложив видео, содержащее отрывок этой песни. 31 июля 2019 года стало известно, что «How to Disappear» будет официально выпущена на альбоме Norman Fucking Rockwell!, релиз которого состоится 30 августа 2019 года.

## Живые выступления
Лана Дель Рей впервые выступила с песней на презентации новых продуктов компании Apple в Бостоне 30 октября 2018 года. Продюсер песни Джек Антонофф аккомпанировал певице на пианино. На том же мероприятии исполнительница сказала, что «How to Disappear» является последней песней, записанной для альбома Norman Fucking Rockwell!.